# دارکوب پیشانی‌زرد
دارکوب پیشانی‌زرد (نام علمی: Melanerpes flavifrons) نام یک گونه از سرده سیاه‌خزنده‌ها است.